# Eleocharis minarum
Eleocharis minarum är en halvgräsart som beskrevs av Johann Otto Boeckeler. Eleocharis minarum ingår i släktet småsäv, och familjen halvgräs. Inga underarter finns listade i Catalogue of Life.